# Central tèrmica de Son Reus
La central tèrmica de Son Reus és una central elèctrica de cicle combinat de Mallorca situada al municipi de Palma. Funciona amb gasoil com a combustible principal, per bé que també pot cremar gas natural. Consta de dos grups tèrmics denominats Son Reus I i Son Reus II. La seva potència elèctrica total és de 215 MWe. Es va acabar de construir el 2005. És propietat d'Endesa.